# Postsignalflagge

Postsignalflagge für Seeschiffe

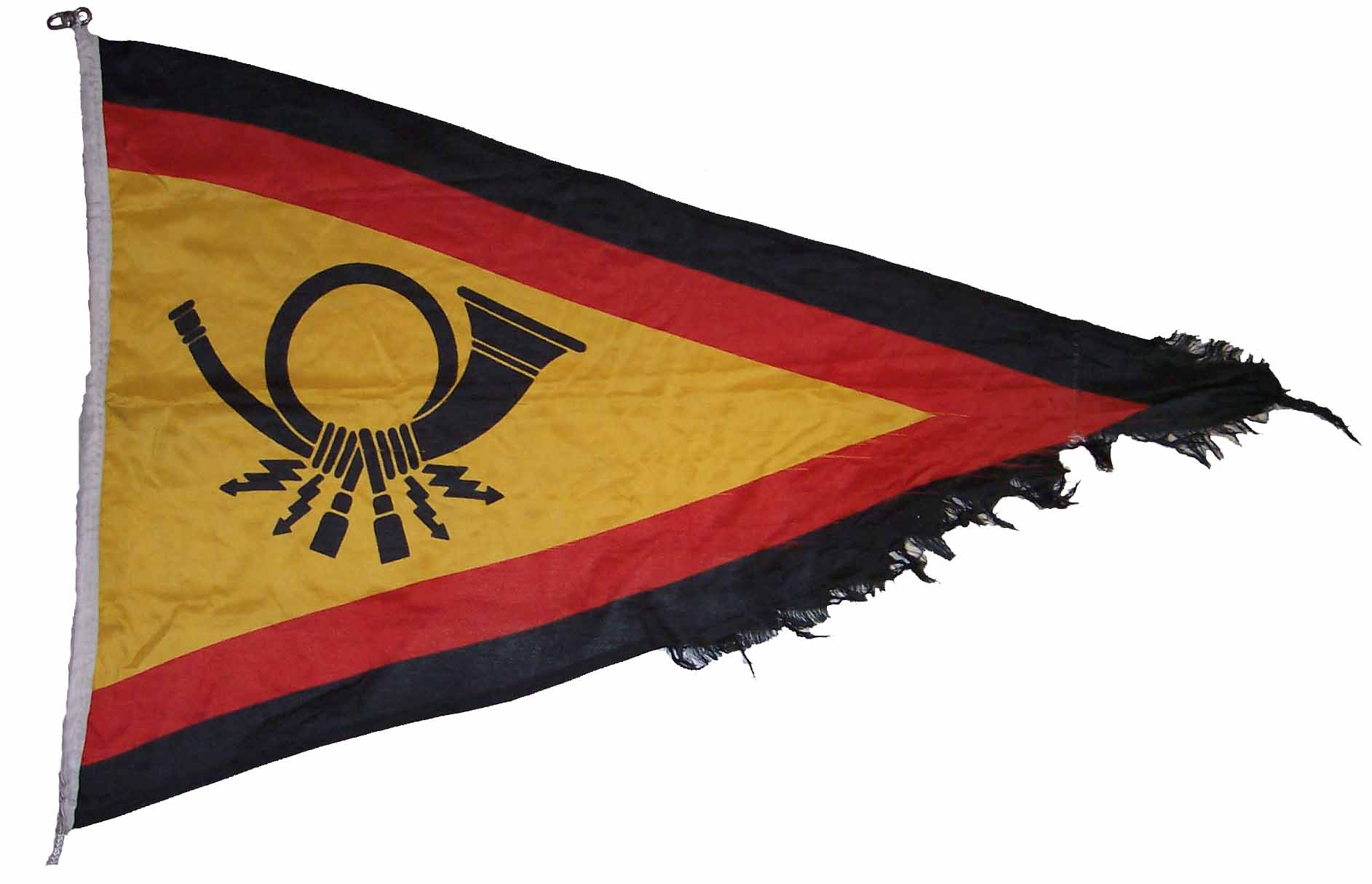
Postsignalflagge der Deutschen Bundespost (Original)

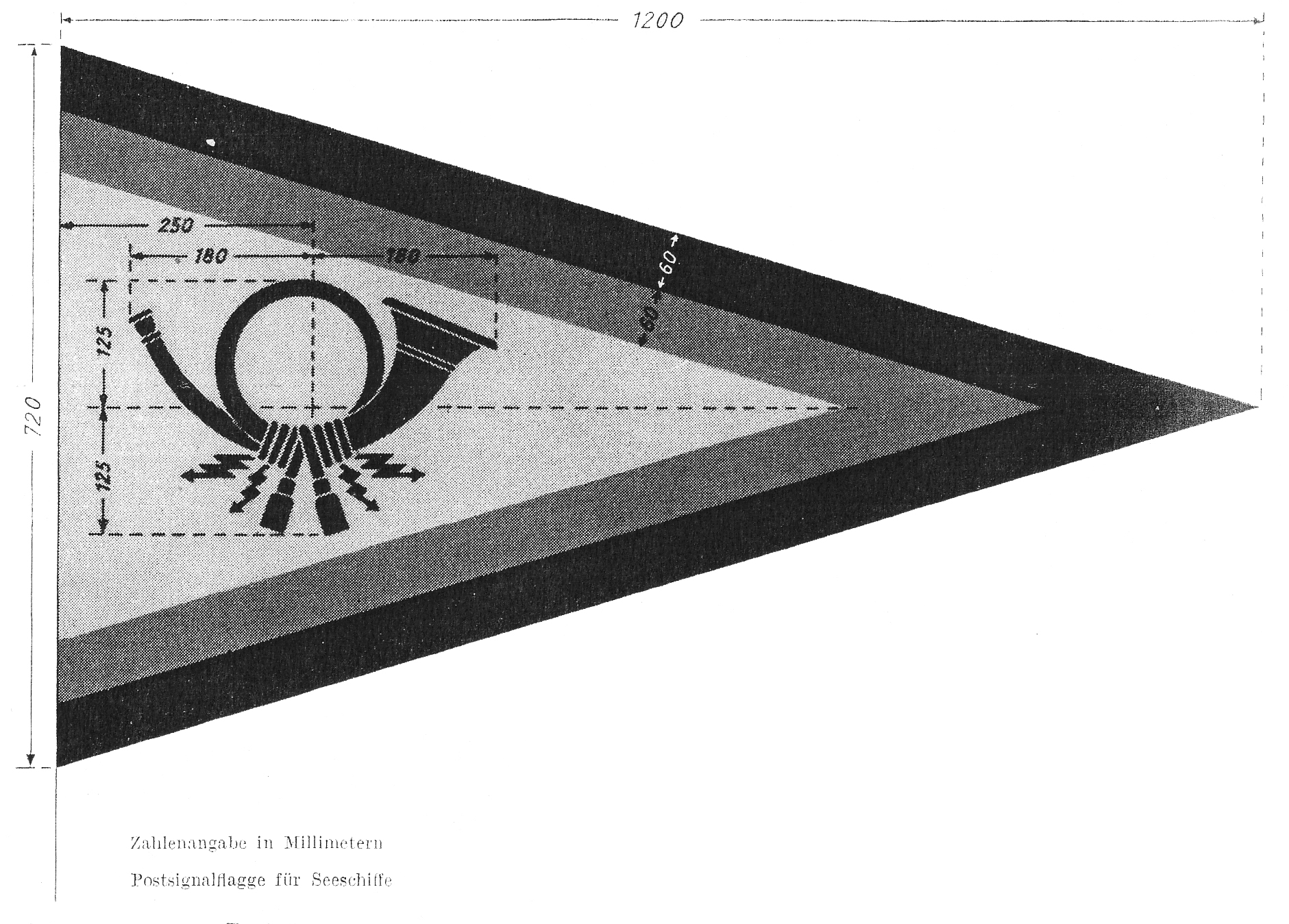
Postsignalflagge mit Millimeterangabe

Die Postsignalflagge wurde durch die Vierte Durchführungsverordnung zum Flaggenrechtsgesetz (Postsignalflagge für Seeschiffe) vom 5. Dezember 1951 (BGBl. 1952 II S. 403) eingeführt. Sie war für alle See- und Handelsschiffe bestimmt, die nach dem Flaggengesetz die Bundesflagge führen dürfen. Solange diese Seeschiffe Post im Auftrag der Deutschen Bundespost beförderten und an Bord hatten, führten sie neben der Bundesflagge die Postsignalflagge im Vortopp.
Die Postsignalflagge für Seeschiffe war eine dreieckige goldfarbene Flagge (Stander), deren Höhe zur Länge sich wie drei zu fünf verhält. Die beiden Längsseiten sind mit je einem schwarzen (außen) und roten (innen) Randstreifen versehen. Die Breite jedes Streifens beträgt einzwölftel der Höhe der Flagge. In dem goldfarbenen Feld befindet sich ein schwarzes Posthorn, dessen Mundstück zum Mast zeigt.
Durch Verordnung vom 26. September 1990 (BGBl. I S. 2144) wurde die Postsignalflagge wieder abgeschafft. Schiffe die heutzutage im Auftrag der Deutsche Post AG fahren, verwenden die Gelbe Flagge mit dem Posthorn. International fahrende Frachtschiffe im Auftrag der Deutschen Post führen die DHL Flagge. Die Postsignalflagge wird heute nur noch von Schiffen, die zur Insel Borkum fahren, verwendet.

## Siehe auch

Heute von National Fahrenden Schiffen, im Auftrag der DPAG verwendete Flagge